# Kenya International 1992
Die Kenya International 1992 im Badminton fanden Ende Januar 1992 statt.

## Sieger und Platzierte
| Disziplin    | Gold                       | Silber                        | Bronze                               |
| ------------ | -------------------------- | ----------------------------- | ------------------------------------ |
| Herreneinzel | Simon Kihara               | Charles Gacheru               | James Omondi                         |
| Herreneinzel | Simon Kihara               | Charles Gacheru               | Tom Manda                            |
| Dameneinzel  | Anna Ng'ang'a              | Christine Joshi               | Mercy Mukami Maingi                  |
| Dameneinzel  | Anna Ng'ang'a              | Christine Joshi               | Rose Kitavi                          |
| Herrendoppel | Simon Kihara Tom Manda     | Charles Gacheru Peter Gacheru | John O. Odhiambo James Omondi        |
| Herrendoppel | Simon Kihara Tom Manda     | Charles Gacheru Peter Gacheru | Ramnik Shah Upendra Vagani           |
| Damendoppel  | Christine Joshi Fatma Juma | Anna Ng'ang'a Jasmin Nzambu   | Mercy Mukami Maingi Jennifer Wanjiru |
| Damendoppel  | Christine Joshi Fatma Juma | Anna Ng'ang'a Jasmin Nzambu   | D. Akuh Divine Doe                   |
| Mixed        | Tom Manda Jasmin Nzambu    | Peter Gacheru Fatma Juma      | Tejash Unadkat Yesha Unadkat         |
| Mixed        | Tom Manda Jasmin Nzambu    | Peter Gacheru Fatma Juma      | Ken Fraser Christine Joshi           |